# آداپیس‌وارها
آداپیس‌وارها (نام علمی: Adapoides) نام یک سرده از زیرراسته آداپیس‌سانیان است.